# Bademli, Emirdağ
Bademli là một thị trấn thuộc huyện Emirdağ, tỉnh Afyonkarahisar, Thổ Nhĩ Kỳ. Dân số thời điểm năm 2011 là 725 người.